# Court-Saint-Étienne
Court-Saint-Étiennelà một đô thị ở tỉnh Walloon Brabant. Tại thời điểm ngày 1 tháng 1 năm 2006 Court-Saint-Étienne có dân số 9.408 người. Tổng diện tích là 26,64 km² với mật độ dân số là 353 người trên mỗi km².